# My Hero Academia/Episodenliste
Diese Episodenliste enthält alle Episoden der japanischen Animeserie My Hero Academia, sortiert nach der japanischen Erstausstrahlung. Der Anime umfasst derzeit sieben Staffeln mit 159 Episoden (Stand: 30. Oktober 2024). Dazu hat er acht OVAs und vier Anime-Kinofilme. Zudem wurde eine Episode, die die Geschehnisse der ersten Staffel zusammenfasst, produziert.

## Übersicht
| Staffel | Episoden- anzahl | Erstveröffentlichung Japan | Erstveröffentlichung Japan | Deutschsprachige Erstveröffentlichung | Deutschsprachige Erstveröffentlichung |
| Staffel | Episoden- anzahl | Premiere                   | Finale                     | Premiere                              | Finale                                |
| ------- | ---------------- | -------------------------- | -------------------------- | ------------------------------------- | ------------------------------------- |
| 1       | 13               | 3. April 2016              | 26. Juni 2016              | 14. März 2018                         | 17. August 2018                       |
| 2       | 25               | 1. April 2017              | 30. September 2017         | 16. Mai 2019                          | 4. Oktober 2019                       |
| 3       | 25               | 7. April 2018              | 29. September 2018         | 2. Juli 2020                          |                                       |
| 4       | 25               | 12. Oktober 2019           | 4. April 2020              |                                       |                                       |
| 5       | 25               | 27. März 2021              | 25. September 2021         |                                       |                                       |
| 6       | 25               | 1. Oktober 2022            | 25. März 2023              |                                       |                                       |
| 7       | 21               | 4. Mai 2024                | 12. Oktober 2024           |                                       |                                       |
| OVA     | 8                | 27. November 2016          | 13. Oktober 2023           |                                       |                                       |
| Filme   | 4                | 3. August 2018             | 2. August 2024             | 1. November 2019                      | 29. Oktober 2024                      |

## Staffel 1
Die erste Staffel wurde vom 3. April bis 26. Juni 2016 im japanischen Fernsehen erstausgestrahlt und umfasst 13 Episoden. Wenige Tage nach der Ausstrahlung wurden die Episoden auf der kostenpflichtigen, damals neuen Video-on-Demand-Plattform AkibaPass im Original mit deutschen Untertiteln veröffentlicht. Sieben Tage danach wurden sie auch auf Viz Media Switzerlands VoD-Plattform Anime on Demand veröffentlicht.
Die deutschsprachige Erstveröffentlichung erfolgt durch Kazé Anime aufgeteilt in drei Volumes wahlweise auf DVD oder Blu-ray. Die Episoden eins bis fünf sind am 30. März 2018, sechs bis neun am 15. Juni 2018 und zehn bis 13 am 17. August 2018 erschienen. Die ersten drei Episoden wurden bereits vom 14. März bis zum 28. März 2018 auf Anime on Demand mit deutscher Synchronisation erstveröffentlicht. Die sechste und siebte Episode wurden am 15. und 22. Mai 2018 auf Anime on Demand erstveröffentlicht. Aufgrund der Verschiebung des zweiten Volumes vom 25. Mai auf den 15. Juni 2018, wurden die restlichen zwei Episoden ebenfalls auf Anime on Demand erstveröffentlicht. Episode zehn wurde am 16. August 2018 auf Anime on Demand erstveröffentlicht, der Rest der Staffel erschien wie geplant am 17. August 2018 erstmals auf Deutsch.
Diese Staffel wurde eine Woche vor Ausstrahlung der zweiten Staffel in Form einer Episode zusammengefasst und im japanischen Fernsehen erstausgestrahlt.
| Nr. (ges.) | Nr. (St.) | Deutscher Titel               | Originaltitel                                    | Erstausstrahlung Japan | Deutschsprachige Erstveröffentlichung (D/A/CH) | Erstveröffentlichung im OmdU |
| ---------- | --------- | ----------------------------- | ------------------------------------------------ | ---------------------- | ---------------------------------------------- | ---------------------------- |
| 1          | 1         | Izuku Midoriya: Origin        | 緑谷出久：オリジン Midoriya Izuku: Orijin        | 3. Apr. 2016           | 14. März 2018                                  | 15. Apr. 2016                |
| 2          | 2         | Voraussetzung zum Helden      | ヒーローの条件 Hīrō no Jōken                     | 10. Apr. 2016          | 21. März 2018                                  | 15. Apr. 2016                |
| 3          | 3         | Stöhnt, ihr Muskeln!          | うなれ筋肉 Unare kin’niku                        | 17. Apr. 2016          | 28. März 2018                                  | 22. Apr. 2016                |
| 4          | 4         | Startlinie                    | スタートライン Sutāto Rain                       | 24. Apr. 2016          | 30. März 2018                                  | 29. Apr. 2016                |
| 5          | 5         | Was ich jetzt zu tun vermag   | 今 僕に出来ることを Ima Boku ni Dekiru Koto wo   | 1. Mai 2016            | 30. März 2018                                  | 6. Mai 2016                  |
| 6          | 6         | Werd wild, Scheißnerd!        | 猛れクソナード Takere Kusonādo                   | 8. Mai 2016            | 15. Mai 2018                                   | 13. Mai 2016                 |
| 7          | 7         | Deku vs. Kat-chan             | デクvsかっちゃん Deku vs Kat-chan                | 15. Mai 2016           | 22. Mai 2018                                   | 20. Mai 2016                 |
| 8          | 8         | Katsukis Startlinie           | スタートライン、爆豪の。 Sutāto Rain, Bakugō no. | 22. Mai 2016           | 29. Mai 2018                                   | 27. Mai 2016                 |
| 9          | 9         | Gut so, gib alles, Tenya!     | いいぞガンバレ飯田くん！ Ii zo Ganbare Iida-kun! | 29. Mai 2016           | 5. Juni 2018                                   | 3. Juni 2016                 |
| 10         | 10        | Begegnung mit dem Unbekannten | 未知との遭遇 Michi to no Sōgū                    | 5. Juni 2016           | 16. Aug. 2018                                  | 10. Juni 2016                |
| 11         | 11        | Game over                     | ゲームオーバー Gēmuōbā                           | 12. Juni 2016          | 17. Aug. 2018                                  | 17. Juni 2016                |
| 12         | 12        | All Might                     | オールマイト Ōrumaito                            | 19. Juni 2016          | 17. Aug. 2018                                  | 24. Juni 2016                |
| 13         | 13        | In eines jeden Herzen         | 各々の胸に Onoono no Mune ni                     | 26. Juni 2016          | 17. Aug. 2018                                  | 1. Juli 2016                 |

## Staffel 2
Die zweite Staffel wurde vom 1. April bis 30. September 2017 im japanischen Fernsehen erstausgestrahlt und umfasst 25 Episoden. Die erste Staffel wurde eine Woche vor Ausstrahlung der zweiten Staffel in Form einer Episode zusammengefasst und im japanischen Fernsehen erstausgestrahlt. Kurz nach der Ausstrahlung wurden die Episoden auf den kostenpflichtigen Video-on-Demand-Plattformen Anime on Demand  und Akiba Pass um 12 Uhr im Original mit deutschen Untertiteln veröffentlicht.
Die deutschsprachige Erstveröffentlichung erfolgt durch Kazé Anime aufgeteilt in fünf Volumes mit je fünf Episoden, wahlweise auf DVD oder Blu-ray. Volume eins erschien am 31. Mai 2019, als Bonus ist Zusammenfassungsepisode 13.5 enthalten. Der Zusammenschnitt der ersten Staffel sowie die erste Episode von Staffel zwei wurden am 16. Mai 2019 auf Anime on Demand erstveröffentlicht. Die zweite und dritte Episode erschienen in den Wochen darauf. Volume zwei, mit den Episoden sechs bis zehn, erschien am 28. Juni 2019. Episode sechs und sieben wurde bereits am 20. und 27. Juni 2019 auf Anime on Demand veröffentlicht. Volume drei (Episoden elf bis 15) erschien am 26. Juli. Episode elf wurde bereits einen Tag zuvor auf AoD veröffentlicht. Volume vier (16 bis 20) erschien am 5. September 2019, mit der Erstveröffentlichung von Episode 16 in der Vorwoche. Das letzte Volume (21 bis 25) erschien am 4. Oktober 2019, nach der Premiere von Episode 21 am Vortag auf AoD.
| Nr. (ges.) | Nr. (St.) | Deutscher Titel                                | Originaltitel                                                     | Erstausstrahlung Japan | Deutschsprachige Erstveröffentlichung (D/A/CH) | Erstveröffentlichung im OmdU |
| ---------- | --------- | ---------------------------------------------- | ----------------------------------------------------------------- | ---------------------- | ---------------------------------------------- | ---------------------------- |
| 13.5       | 0         | Superheldennotizen 2                           | ヒーローノート Hīrō Nōto                                          | 25. März 2017          | 16. Mai 2019                                   | 25. Mär. 2017                |
| 14         | 1         | So sieht’s aus, Ochako                         | そういうことね お茶子さん Sō iu Koto ne Ochako-san                | 1. Apr. 2017           | 16. Mai 2019                                   | 1. Apr. 2017                 |
| 15         | 2         | Brülle, Sportfest                              | うなれ体育祭 Unare Taiikusai                                      | 8. Apr. 2017           | 23. Mai 2019                                   | 8. Apr. 2017                 |
| 16         | 3         | Jeder auf seine spezielle Art                  | みんな個性的でいいね Minna Koseiteki de ii ne                     | 15. Apr. 2017          | 30. Mai 2019                                   | 15. Apr. 2017                |
| 17         | 4         | Taktik, Taktik, Taktik                         | 策策策 Saku Saku Saku                                             | 22. Apr. 2017          | 31. Mai 2019                                   | 22. Apr. 2017                |
| 18         | 5         | Das Finale des Reiterkampfes                   | 騎馬戦決着 Kibasen Ketchaku                                       | 29. Apr. 2017          | 31. Mai 2019                                   | 29. Apr. 2017                |
| 19         | 6         | Der Junge, dem alles in die Wiege gelegt wurde | 全てを持って生まれた男の子 Subete o Motte Umareta Otokonoko       | 6. Mai 2017            | 20. Juni 2019                                  | 6. Mai 2017                  |
| 20         | 7         | Sieg oder Niederlage                           | 勝ち負け Kachimake                                                | 13. Mai 2017           | 27. Juni 2019                                  | 13. Mai 2017                 |
| 21         | 8         | Erzittert, Herausforderer!                     | 奮え！チャレンジャー Furue! Charenjā                              | 20. Mai 2017           | 28. Juni 2019                                  | 20. Mai 2017                 |
| 22         | 9         | Katsuki vs. Ochako                             | 爆vs麗日豪 Bakugō vs Uraraka                                      | 27. Mai 2017           | 28. Juni 2019                                  | 27. Mai 2017                 |
| 23         | 10        | Shoto Todoroki: Origin                         | 轟 焦凍:オリジン Todoroki Shōto: Orijin                           | 3. Juni 2017           | 28. Juni 2019                                  | 3. Juni 2017                 |
| 24         | 11        | Kämpfe, Tenya!                                 | 飯田くんファイト Iida-kun Faito                                   | 10. Juni 2017          | 25. Juli 2019                                  | 10. Juni 2017                |
| 25         | 12        | Shoto vs. Katsuki                              | 轟vs爆豪 Todoroki vs Bakugō                                       | 17. Juni 2017          | 26. Juli 2019                                  | 17. Juni 2017                |
| 26         | 13        | Suchen wir uns Namen aus                       | 名前をつけてみようの会 Namae o Tsukete Miyō no Kai                | 24. Juni 2017          | 26. Juli 2019                                  | 24. Juni 2017                |
| 27         | 14        | Gespenstisch! Gran Torinos Auftritt            | 怪奇！グラントリノ現る Kaiki! Guran Torino Arawaru                | 8. Juli 2017           | 26. Juli 2019                                  | 8. Juli 2017                 |
| 28         | 15        | Izuku und Tomura                               | 緑谷と死柄木 Midoriya to Shigaraki                                | 15. Juli 2017          | 26. Juli 2019                                  | 15. Juli 2017                |
| 29         | 16        | Heldenmörder Stain vs. Schüler der Yuei        | ヒーロー殺し ステインvs雄英生徒 Hīrō-goroshi Sutein vs U.A. Seito | 22. Juli 2017          | 29. Aug. 2019                                  | 22. Juli 2017                |
| 30         | 17        | Die Entscheidung                               | 決着 Ketchaku                                                     | 29. Juli 2017          | 5. Sep. 2019                                   | 29. Juli 2017                |
| 31         | 18        | Der Heldenmörder Stain und die Auswirkungen    | 「 ヒーロー殺しスティン」その余波 „Hīrō-goroshi Sutein“ Sono Yoha | 5. Aug. 2017           | 5. Sep. 2019                                   | 5. Aug. 2017                 |
| 32         | 19        | Die Praktika der Anderen                       | それぞれの職場体験 Sorezore no Shokuba Taiken                     | 12. Aug. 2017          | 5. Sep. 2019                                   | 12. Aug. 2017                |
| 33         | 20        | Zuhören! Eine alte Geschichte                  | 知れ!!昔の話 Shire!! Mukashi no Hanashi                           | 19. Aug. 2017          | 5. Sep. 2019                                   | 19. Aug. 2017                |
| 34         | 21        | Vorbereiten auf die Prüfungen!                 | 備えろ期末テスト Sonaero Kimatsu Tesuto                           | 2. Sep. 2017           | 3. Okt. 2019                                   | 2. Sep. 2017                 |
| 35         | 22        | Momo: Rising                                   | 八百万：ライジング Yaoyorozu: Raijingu                            | 9. Sep. 2017           | 4. Okt. 2019                                   | 9. Sep. 2017                 |
| 36         | 23        | Die Fassade bröckelt                           | むけろ一皮 Mukero Hitokawa                                        | 16. Sep. 2017          | 4. Okt. 2019                                   | 16. Sep. 2017                |
| 37         | 24        | Katsuki Bakugo: Origin                         | 爆豪勝己：オリジン Bakugō Katsuki: Orijin                         | 23. Sep. 2017          | 4. Okt. 2019                                   | 23. Sep. 2017                |
| 38         | 25        | Encounter                                      | エンカウンター Enkauntā                                           | 30. Sep. 2017          | 4. Okt. 2019                                   | 30. Sep. 2017                |

## Staffel 3
Die dritte Staffel wurde vom 7. April 2018 bis 29. September 2018 im japanischen Fernsehen erstausgestrahlt und umfasst nochmals 25 Episoden. Kurz nach der Ausstrahlung wurden die Episoden auf der kostenpflichtigen Video-on-Demand-Plattform Anime on Demand im Original mit deutschen Untertiteln veröffentlicht. 1
Die deutschsprachige Erstveröffentlichung erfolgt durch Kazé Anime aufgeteilt in fünf Volumes mit je fünf Episoden, wahlweise auf DVD oder Blu-ray. Volume eins erschien am 6. August 2020. Die erste Episode von Staffel drei wurde am 30. Juli 2020 auf Anime on Demand erstveröffentlicht. Episode sechs wurde ebenfalls eine Woche vor Veröffentlichung des entsprechenden Volumes (1. Oktober 2020) auf Anime on Demand erstveröffentlicht. Volume drei erschien am 3. Dezember 2020, während Episode elf aus der Volume eine Woche zuvor auf Anime on Demand erschien.
| Nr. (ges.) | Nr. (St.) | Deutscher Titel                                     | Originaltitel                                                      | Erstausstrahlung Japan | Deutschsprachige Erstveröffentlichung (D/A/CH) | Erstveröffentlichung im OmdU |
| ---------- | --------- | --------------------------------------------------- | ------------------------------------------------------------------ | ---------------------- | ---------------------------------------------- | ---------------------------- |
| 39         | 1         | Game Start                                          | ゲーム・スタート Gēmu Sutāto                                       | 7. Apr. 2018           | 30. Juli 2020                                  | 7. Apr. 2018                 |
| 40         | 2         | Wild Wild Pussycats                                 | ワイルド・ワイルド・プッシーキャッツ Wairudo Wairudo Pusshīkyattsu | 14. Apr. 2018          | 6. Aug. 2020                                   | 14. Apr. 2018                |
| 41         | 3         | Kota                                                | 洸汰くん Kōta-kun                                                  | 21. Apr. 2018          | 6. Aug. 2020                                   | 21. Apr. 2018                |
| 42         | 4         | Mein Held                                           | 僕のヒーロー Boku no Hīrō                                          | 28. Apr. 2018          | 6. Aug. 2020                                   | 28. Apr. 2018                |
| 43         | 5         | Fliegende Stahlfaust!!!                             | ブチ込む鉄拳!!! Buchi Komu Tekken!!!                               | 5. Mai 2018            | 6. Aug. 2020                                   | 5. Mai 2018                  |
| 44         | 6         | Brüllende Bedrohung                                 | がなる風雲急 Ganaru Fūunkyū                                        | 12. Mai 2018           | 24. Sep. 2020                                  | 12. Mai 2018                 |
| 45         | 7         | Von Ort zu Ort zu Ort                               | 転転転! Ten Ten Ten!                                               | 19. Mai 2018           | 1. Okt. 2020                                   | 19. Mai 2018                 |
| 46         | 8         | Von Tenya an Izuku                                  | 飯田から緑谷へ Iida kara Midoriya e                                | 26. Mai 2018           | 1. Okt. 2020                                   | 26. Mai 2018                 |
| 47         | 9         | All For One                                         | オール・フォー・ワン Ōru Fō Wan                                    | 2. Juni 2018           | 1. Okt. 2020                                   | 2. Juni 2018                 |
| 48         | 10        | Das Symbol des Friedens                             | 平和の象徴 Heiwa no Shōchō                                         | 9. Juni 2018           | 1. Okt. 2020                                   | 9. Juni 2018                 |
| 49         | 11        | One For All                                         | ワン・フォー・オール Wan Fō Ōru                                    | 16. Juni 2018          | 26. Nov. 2020                                  | 16. Juni 2018                |
| 50         | 12        | Das Ende vom Anfang und der Anfang vom Ende         | 始まりの終わり 終わりの始まり Hajimari no Owari Owari no Hajimari  | 23. Juni 2018          | 3. Dez. 2020                                   | 23. Juni 2018                |
| 51         | 13        | Ab ins Wohnheim                                     | 入れ寮 Haire Ryō                                                   | 30. Juni 2018          | 3. Dez. 2020                                   | 30. Juni 2018                |
| 52         | 14        | Spezialtechniken ausarbeiten                        | 編め必殺技 Ame Hissatsuwaza                                        | 14. Juli 2018          | 3. Dez. 2020                                   | 14. Juli 2018                |
| 53         | 15        | The Prüfung                                         | ＴＨＥ試験 The Shinken                                             | 21. Juli 2018          | 3. Dez. 2020                                   | 21. Juli 2018                |
| 54         | 16        | Die Shiketsu kriecht heran                          | 這い寄る士傑高校 Haiyoru Shiketsu Kōkō                             | 28. Juli 2018          | –                                              | 28. Juli 2018                |
| 55         | 17        | Klasse 1-A                                          | 𝟷年𝙰組 Ichi-nen Ei-gumi                                            | 4. Aug. 2018           | –                                              | 4. Aug. 2018                 |
| 56         | 18        | Rush!                                               | ＲＵＳＨ! Rush!                                                    | 11. Aug. 2018          | –                                              | 11. Aug. 2018                |
| 57         | 19        | Rettungsübung                                       | 救助演習 Kyūjo Enshū                                               | 18. Aug. 2018          | –                                              | 18. Aug. 2018                |
| 58         | 20        | Special: Rettet die Erde mit der Kraft der Liebe! 3 | 特別編・愛で地球を救え! Tokubetsu-hen・Ai de Chikyū o Sukue!       | 25. Aug. 2018          | –                                              | 25. Aug. 2018                |
| 59         | 21        | Was machst du denn da!?                             | 何をしてんだよ Nani o Shitendayo                                   | 1. Sep. 2018           | –                                              | 1. Sep. 2018                 |
| 60         | 22        | Es geht um deine Spezialität                        | てめェの"個性"の話だ Temee no "Kosei" no Hanashida                 | 8. Sep. 2018           | –                                              | 8. Sep. 2018                 |
| 61         | 23        | Deku vs. Kat-chan 2                                 | デクvsかっちゃん2 Deku vs Kat-chan 2                               | 15. Sep. 2018          | –                                              | 15. Sep. 2018                |
| 62         | 24        | Die Jahreszeit der Begegnungen                      | 出会いの季節 Deai no Kisetsu                                       | 22. Sep. 2018          | –                                              | 22. Sep. 2018                |
| 63         | 25        | Unbesiegbar                                         | 無敵 Muteki                                                        | 29. Sep. 2018          | –                                              | 29. Sep. 2018                |

## Staffel 4
Die vierte Staffel wurde vom 12. Oktober 2019 bis zum 4. April 2020 im japanischen Fernsehen erstausgestrahlt und umfasst nochmals 25 Episoden. Kurz nach der Ausstrahlung wurden die Episoden auf der kostenpflichtigen Video-on-Demand-Plattform Anime on Demand im Original mit deutschen Untertiteln veröffentlicht. 1
| Nr. (ges.) | Nr. (St.) | Deutscher Titel                                          | Originaltitel                                                                                   | Erstausstrahlung Japan | Deutschsprachige Erstveröffentlichung (D/A/CH) | Erstveröffentlichung im OmdU |
| ---------- | --------- | -------------------------------------------------------- | ----------------------------------------------------------------------------------------------- | ---------------------- | ---------------------------------------------- | ---------------------------- |
| 64         | 1         | Yuei-Klasse 1-A im Blickpunkt                            | スクープ雄英1年A組 Sukūpu Yūei Ichi-Nen Ei-Gumi                                                 | 12. Okt. 2019          | –                                              | 12. Okt. 2019                |
| 65         | 2         | Overhaul                                                 | オーバーホール Ōbāhōru                                                                          | 19. Okt. 2019          | –                                              | 19. Okt. 2019                |
| 66         | 3         | Boy meets …                                              | ボーイ・ミーツ... Bōi Mītsu…                                                                    | 26. Okt. 2019          | –                                              | 26. Okt. 2019                |
| 67         | 4         | Gegen das Schicksal                                      | 抗う運命 Aragau Unmei                                                                           | 9. Nov. 2019           | –                                              | 9. Nov. 2019                 |
| 68         | 5         | Zeig Mumm! Auf geht’s, Red Riot!                         | ガッツだレッツラレッドライオット! Gattsuda Rettsura Reddo Raiotto                               | 16. Nov. 2019          | –                                              | 16. Nov. 2019                |
| 69         | 6         | Ein unangenehmes Gespräch                                | 嫌な話 Iyana Hanashi                                                                            | 23. Nov. 2019          | –                                              | 23. Nov. 2019                |
| 70         | 7         | Go!!                                                     | GO!! Go!!                                                                                       | 30. Nov. 2019          | –                                              | 30. Nov. 2019                |
| 71         | 8         | Suneater von den Big Three                               | ビッグ3のサンイーター Biggu 3 no San’ītā                                                        | 7. Dez. 2019           | –                                              | 7. Dez. 2019                 |
| 72         | 9         | Red Riot                                                 | 烈怒頼雄斗 Reddo Raiotto                                                                        | 14. Dez. 2019          | –                                              | 14. Dez. 2019                |
| 73         | 10        | Delegation                                               | 出向 Shukkō                                                                                     | 21. Dez. 2019          | –                                              | 21. Dez. 2019                |
| 74         | 11        | Lemillion                                                | ルミリオン Rumirion                                                                             | 28. Dez. 2019          | –                                              | 28. Dez. 2019                |
| 75         | 12        | Eine unvorhersehbare Hoffnung                            | 見えない希望 Mienai Kibō                                                                        | 4. Jan. 2020           | –                                              | 4. Jan. 2020                 |
| 76         | 13        | 100 Prozent ohne Limit                                   | 無限100% Mugen Hyaku-pāsento                                                                    | 11. Jan. 2020          | –                                              | 11. Jan. 2020                |
| 77         | 14        | Eine strahlende Zukunft                                  | 明るい未来 Akarui Mirai                                                                         | 18. Jan. 2020          | –                                              | 18. Jan. 2020                |
| 78         | 15        | Schwelende Flammen                                       | 燻る炎 Kusuburu Honō                                                                            | 25. Jan. 2020          | –                                              | 25. Jan. 2020                |
| 79         | 16        | Gewinnt die Herzen der kleinen Racker!                   | 掴めガキ心 Tsukame Gaki Kokoro                                                                  | 1. Feb. 2020           | –                                              | 1. Feb. 2020                 |
| 80         | 17        | Der kuschelige Prüfungssonderkurs                        | ホッコれ仮免講習 Hokkore Karimen Kōshū                                                          | 8. Feb. 2020           | –                                              | 8. Feb. 2020                 |
| 81         | 18        | Das Schulfest                                            | 文化祭 Bunkasai                                                                                 | 15. Feb. 2020          | –                                              | 15. Feb. 2020                |
| 82         | 19        | Die Vorbereitungen sind das Schönste am Schulfest, oder? | 文化祭って準備してる時が一番楽しいよね Bunkasai-tte Junbi-shiteru Toki ga Ichiban Tanoshī yo ne | 22. Feb. 2020          | –                                              | 22. Feb. 2020                |
| 83         | 20        | Gold Tips Imperial                                       | ゴールドティップスインペリアル Gōrudo Tippusu Inperiaru                                         | 29. Feb. 2020          | –                                              | 29. Feb. 2020                |
| 84         | 21        | Deku vs. Gentle Criminal                                 | デクVSジェントル・クリミナル Deku VS Jentoru Kuriminaru                                         | 7. März 2020           | –                                              | 7. Mär. 2020                 |
| 85         | 22        | Das Schulfest ist eröffnet!!                             | 開催文化祭!! Kaisai Bunkasai!!                                                                  | 14. März 2020          | –                                              | 14. Mär. 2020                |
| 86         | 23        | Lass es laufen! Das Schulfest!                           | 垂れ流せ！文化祭！ Tare Nagase! Bunkasai!                                                       | 21. März 2020          | –                                              | 21. Mär. 2020                |
| 87         | 24        | Die Hero Billboard Charts Japan                          | ヒーロービルボートチャートJP Hīrō Birubōdo Chāto Jeipī                                          | 28. März 2020          | –                                              | 28. Mär. 2020                |
| 88         | 25        | Neuanfang                                                | 始まりの Hajimarino                                                                             | 4. Apr. 2020           | –                                              | 4. Apr. 2020                 |

## Staffel 5
Eine fünfte Staffel wurde Anfang April 2020 im Anschluss an die letzte Episode der vierten Staffel angekündigt. Sie wurde ab dem 27. März 2021 ausgestrahlt.
| Nr. (ges.) | Nr. (St.) | Deutscher Titel                        | Originaltitel                                                  | Erstausstrahlung Japan | Deutschsprachige Erstveröffentlichung (D/A/CH) | Erstveröffentlichung im OmdU |
| ---------- | --------- | -------------------------------------- | -------------------------------------------------------------- | ---------------------- | ---------------------------------------------- | ---------------------------- |
| 89         | 1         | Klasse 1-A, alle zum Einsatz!          | 全員出動！１年Ａ組 Zen'in Shutsudō! Ichi-nen Ē-gumi            | 27. März 2021          | –                                              |                              |
| 90         | 2         | Nachbilder                             | 面影 Omokage                                                   | 3. Apr. 2021           | –                                              |                              |
| 91         | 3         | Konfrontation! Klasse A vs. Klasse B   | 激突！Ａ組ＶＳＢ組 Gekitotsu! Ē-gumi bāsasu Bī-gumi            | 10. Apr. 2021          | –                                              |                              |
| 92         | 4         | Auf geht’s, Hitoshi!                   | それ行け心操くん！ Soreike Shinsō-kun!                         | 17. Apr. 2021          | –                                              |                              |
| 93         | 5         | Operation „Neue Technik improvisieren“ | 新技即興オペレーション Shin Waza Sokkyō Operēshon              | 24. Apr. 2021          | –                                              |                              |
| 94         | 6         | Vorausschauen                          | 先を見据えて Saki o Misuete                                    | 1. Mai 2021            | –                                              |                              |
| 95         | 7         | Das dritte Match                       | 第３試合 Dai San Shiai                                         | 8. Mai 2021            | –                                              |                              |
| 96         | 8         | Die Entscheidung des dritten Matchs    | 第３試合決着 Dai San Shiai Ketchaku                            | 15. Mai 2021           | –                                              |                              |
| 97         | 9         | Der Erste gewinnt                      | 先手必勝 Sente Hisshō!                                         | 22. Mai 2021           | –                                              |                              |
| 98         | 10        | Nachfolger                             | 受け継ぐモノ Uketsugu Mono                                     | 29. Mai 2021           | –                                              |                              |
| 99         | 11        | Unser wilder Kampf                     | ぼくらの大乱戦 Bokura no Dai Ransen                            | 5. Juni 2021           | –                                              |                              |
| 100        | 12        | Eine neue Kraft und One For All        | 新しい力とオール・フォー・ワン Atarashii Chikara to Ōru Fō Wan | 12. Juni 2021          | –                                              |                              |
| 101        | 13        | Merry! Christmas!                      | メリれ！クリスマス！ Merire! Kurisumasu!                       | 19. Juni 2021          | –                                              |                              |
| 102        | 14        | Auf zu Endeavors Agentur!              | いざ！エンデヴァー事務所 Iza! Endevā Jimusho                   | 26. Juni 2021          | –                                              |                              |
| 103        | 15        | Eins nach dem anderen                  | 一つ一つ Hitotsu Hitotsu                                       | 10. Juli 2021          | –                                              |                              |
| 104        | 16        | Es ist lange her, Herr Selkie          | お久しぶりですセルキーさん Ohisashiburi Desu Serukī-san        | 17. Juli 2021          | –                                              |                              |
| 105        | 17        | Shotos höllengleiches Elternhaus       | 地獄の轟くん家 Jigoku no Todoroki-kun Chi                      | 24. Juli 2021          | –                                              |                              |
| 106        | 18        | Der, dem nicht vergeben wird           | 許されざる者 Yurusarezaru Mono                                 | 31. Juli 2021          | –                                              |                              |
| 107        | 19        | Du bist mehr Held als jeder andere     | 誰よりもおまえはヒーローに Dare Yori mo Omae wa Hīrō ni        | 14. Aug. 2021          | –                                              |                              |
| 108        | 20        | My Villain Academia                    | 僕のヴィランアカデミア Boku no Viran Akademia                  | 21. Aug. 2021          | –                                              |                              |
| 109        | 21        | Das Fest der Wiederkunft               | 再臨祭 Sairin-sai                                              | 28. Aug. 2021          | –                                              |                              |
| 110        | 22        | Die Parade des traurigen Mannes        | サッドマンズパレード Saddo Manzu Parēdo                        | 4. Sep. 2021           | –                                              |                              |
| 111        | 23        | Tenko Shimura: Origin                  | 志村転弧：オリジン Shimura Tenko: Orijin                       | 11. Sep. 2021          | –                                              |                              |
| 112        | 24        | Tomura Shigaraki: Origin               | 死柄木弔：オリジン Shigaraki Tomura: Orijin                    | 18. Sep. 2021          | –                                              |                              |
| 113        | 25        | Der Himmel, weit und kobaltblau        | 空、高く群青 Sora, Takaku Gunjō                                | 25. Sep. 2021          | –                                              |                              |

## Staffel 6
| Nr. (ges.) | Nr. (St.) | Deutscher Titel                     | Originaltitel                                         | Erstausstrahlung Japan | Deutschsprachige Erstveröffentlichung (D/A/CH) | Erstveröffentlichung im OmdU |
| ---------- | --------- | ----------------------------------- | ----------------------------------------------------- | ---------------------- | ---------------------------------------------- | ---------------------------- |
| 114        | 1         | Ein stiller Anfang                  | 静かな始まり Shizukana Hajimari                       | 1. Okt. 2022           | –                                              |                              |
| 115        | 2         | Mirko, die Nummer fünf              | No.5のミルコさん Nanbā Faibu no Miruko-san            | 8. Okt. 2022           | –                                              |                              |
| 116        | 3         | One’s Justice                       | One’s Justice                                         | 15. Okt. 2022          | –                                              |                              |
| 117        | 4         | Nachfolge                           | 継承 Keishō                                           | 22. Okt. 2022          | –                                              |                              |
| 118        | 5         | Eine zerstörerische Spannung        | 破滅のボルテージ Hametsu no Borutēji                  | 29. Okt. 2022          | –                                              |                              |
| 119        | 6         | Encounter 2                         | エンカウンター2 Enkauntā 2                            | 5. Nov. 2022           | –                                              |                              |
| 120        | 7         | Disaster Walker                     | 災害歩行(災害ウォーカー) Dizasutā Wōkā                | 12. Nov. 2022          | –                                              |                              |
| 121        | 8         | Schurkenliga vs. Yuei-Schüler       | 敵(ヴィラン)連合vs雄英生 Viran Rengō bāsasu Yūei Sei  | 19. Nov. 2022          | Katsuki Bakugo: Rising                         |                              |
| 122        | 9         | Katsuki Bakugo: Rising              | 爆豪勝己：ライジング Bakugō Katsuki: Raijingu         | 26. Nov. 2022          | –                                              |                              |
| 123        | 10        | Die Personen in unserem Inneren     | 僕らの中の人 Bokura no Naka no Hito                   | 3. Dez. 2022           | –                                              |                              |
| 124        | 11        | Dabi-Dance                          | ダビダンス Dabi Dansu                                 | 10. Dez. 2022          | –                                              |                              |
| 125        | 12        | Hoffnungsfäden                      | 一縷の希望たち Ichiru no Kibō-tachi                   | 17. Dez. 2022          | –                                              |                              |
| 126        | 13        | Last Stage                          | ラストステージ Rasuto Sutēji                          | 24. Dez. 2022          | –                                              |                              |
| 127        | 14        | Die reinste Hölle                   | 極々、地獄 Gokukoku, Jigoku                           | 7. Jan. 2023           | –                                              |                              |
| 128        | 15        | Tartaros                            | タルタロス Tarutarosu                                 | 14. Jan. 2023          | –                                              |                              |
| 129        | 16        | Shotos Familienhölle 2              | 地獄の轟くん家2 Jigoku no Todoroki-kun-chi Ni         | 21. Jan. 2023          | –                                              |                              |
| 130        | 17        | Wie man ein Feuer nicht löscht      | 火の不始末 Hi no Fushimatsu                           | 28. Jan. 2023          | –                                              |                              |
| 131        | 18        | Izuku Midoriya und Tomura Shigaraki | 緑谷出久と死柄木弔 Midoriya Izuku to Shigaraki Tomura | 4. Feb. 2023           | –                                              |                              |
| 132        | 19        | Mit aller Kraft!!                   | 全力!! Zenryoku!!                                     | 11. Feb. 2023          | –                                              |                              |
| 133        | 20        | Die Attentäterin                    | 刺客 Shikaku                                          | 18. Feb. 2023          | –                                              |                              |
| 134        | 21        | Die bildschöne Lady Nagant          | 麗しきレディ・ナガン Uruwashiki Redi・Nagan           | 25. Feb. 2023          | –                                              |                              |
| 135        | 22        | Freunde                             | 友だち Tomodachi                                      | 4. März 2023           | –                                              |                              |
| 136        | 23        | Deku vs. Klasse A                   | デクvsA組 Deku bāsasu Ē-gumi                          | 11. März 2023          | –                                              |                              |
| 137        | 24        | Erklärung eines Mädchens            | 未成年の主張 Miseinen no Shuchō                       | 18. März 2023          | –                                              |                              |
| 138        | 25        | Verbinden und verbinden             | つながるつながる Tsunagaru Tsunagaru                  | 25. März 2023          | –                                              |                              |

## Staffel 7
| Nr. (ges.) | Nr. (St.) | Deutscher Titel                                                      | Originaltitel                                                              | Erstausstrahlung Japan | Deutschsprachige Erstveröffentlichung (D/A/CH) | Erstveröffentlichung im OmdU |
| ---------- | --------- | -------------------------------------------------------------------- | -------------------------------------------------------------------------- | ---------------------- | ---------------------------------------------- | ---------------------------- |
| 139        | 1         | Top-Notch Support aus dem Westen in letzter Sekunde!                 | 欧米ギリギリ!!ぶっちぎりの凄い奴 Ōbei Girigiri!! Butchigiri no Sugoi Yatsu | 4. Mai 2024            | –                                              |                              |
| 140        | 2         | Geist                                                                | 亡霊 Bōrei                                                                 | 11. Mai 2024           | –                                              |                              |
| 141        | 3         | Schurke                                                              | 敵 Viran                                                                   | 18. Mai 2024           | –                                              |                              |
| 142        | 4         | Diese Geschichte erzählt von der Zeit, bis wir alle zu Helden werden | 皆がヒーローになるまでの物語 Min'na ga Hīrō ni Naru Made no Monogatari     | 25. Mai 2024           | –                                              |                              |
| 143        | 5         | Let you down                                                         | Let You down                                                               | 1. Juni 2024           | –                                              |                              |
| 144        | 6         | Division                                                             | Division                                                                   | 8. Juni 2024           | –                                              |                              |
| 145        | 7         | Inflation                                                            | Inflation                                                                  | 15. Juni 2024          | –                                              |                              |
| 146        | 8         | Zwei Glühende Fäuste                                                 | 二つの赫灼 Futatsu no Kakushaku                                            | 22. Juni 2024          | –                                              |                              |
| 147        | 9         | Extras                                                               | Extras                                                                     | 29. Juni 2024          | –                                              |                              |
| 148        | 10        | Der brennende Körper, der das Leben erhellt! Ein verletzter Held!    | 焼身照命!! 手負いのヒーロー Shōshin Shōmei!! Teoi no Hīrō                  | 13. Juli 2024          | –                                              |                              |
| 149        | 11        | Light Fades To Rain                                                  | Light Fades To Rain                                                        | 20. Juli 2024          | –                                              |                              |
| 150        | 12        | Die, die Schaden abwenden, und die, die Schaden anrichten            | 禦ぐ者と侵す者 Fusegu Mono to Okasu Mono                                   | 3. Aug. 2024           | –                                              |                              |
| 151        | 13        | Über Zeiten hinweg                                                   | 連なる星霜 Tsuranaru Seisō                                                 | 17. Aug. 2024          | –                                              |                              |
| 152        | 14        | Gemeinsam mit Mezo                                                   | しょーじくんといっしょ。 Shōji-kun to Issho.                               | 24. Aug. 2024          | –                                              |                              |
| 153        | 15        | Butterfly Effect                                                     | Butterfly Effect                                                           | 31. Aug. 2024          | –                                              |                              |
| 154        | 16        | Die Verkettung der Ereignisse, die hierhergeführt haben              | ここに至るまでの連なり Koko ni Itaru Made no Tsuranari                     | 7. Sep. 2024           | –                                              |                              |
| 155        | 17        | Hopes                                                                | Hopes                                                                      | 14. Sep. 2024          | –                                              |                              |
| 156        | 18        | It's A Small World                                                   | It's a Small World                                                         | 21. Sep. 2024          | –                                              |                              |
| 157        | 19        | I Am Here                                                            | I Am Here                                                                  | 28. Sep. 2024          | –                                              |                              |
| 158        | 20        | Das Ego eines Mädchens                                               | 少女のエゴ Shōjo no Ego                                                    | 5. Okt. 2024           | –                                              |                              |
| 159        | 21        | Ein Kampf ohne Spezialitäten                                         | 個性"無き戦い Kosei" Naki Tatakai                                          | 12. Okt. 2024          | –                                              |                              |

## OVA
Den limitierten Sonderausgaben der Mangabände 13 und 14 wurden in Japan jeweils eine OVA auf DVD beigelegt. Die erste OVA ist jedoch eine speziell fürs Jump Festa 2016 produzierte Special, die dort am 27. November 2016 premierte. Die dritte OVA ist als Extra zur Veröffentlichung vom ersten Film entstanden und ist 2 Minuten lang.
| Nr. | Originaltitel                         | Erstveröffentlichung Japan |
| --- | ------------------------------------- | -------------------------- |
| 1   | 救え!救助訓練! Sukue! Kyūjo Kunren! 4 | 27. Nov. 2016              |
| 2   | Training of the Dead                  | 2. Juni 2017               |
| 3   | All Might: Rising – The Animation     | 13. Feb. 2019              |
| 4   | Make It! Do-or-Die Survival Training  | 16. Aug. 2020              |
| 5   | Departure                             | 16. Feb. 2022              |
| 6   | Hero League Baseball                  | 16. Juni 2022              |
| 7   | Laugh! As If You Are in Hell          | 16. Juni 2022              |
| 8   | U.A. Heroes Battle                    | 13. Okt. 2023              |

## Kinofilme
Am 3. August 2018 startete ein Anime-Film in den japanischen Kinos, der bereits am 5. Juli 2018 auf der Anime Expo 2018 in Los Angeles, Kalifornien seine Weltpremiere hatte. Der Film wurde am 26. März 2019 im Rahmen der Kazé Anime Nights im Original mit deutschen Untertiteln in über 150 Kinos in Deutschland und Österreich und wurde sechs Tage vor der Disc-Veröffentlichung, am 7. November 2019, auf Anime on Demand mit deutscher Synchronisation erstveröffentlicht. Für Winter 2019/2020 wurde ein zweiter Kinofilm angekündigt.
| Nr. | Deutscher Titel                  | Originaltitel                                        | Erstveröffentlichung Japan | Deutschsprachige Erstveröffentlichung (D/A/CH) | Regie          | Drehbuch      |
| --- | -------------------------------- | ---------------------------------------------------- | -------------------------- | ---------------------------------------------- | -------------- | ------------- |
| 1   | The Movie: Two Heroes            | THE MOVIE ～2人の英雄～ The Movie – Futari no Hīrō 5 | 3. Aug. 2018               | 1. Nov. 2019                                   | Kenji Nagasaki | Yōsuke Kuroda |
| 2   | The Movie: Heroes Rising         | THE MOVIE – HEROES:RISING                            | 20. Dez. 2019              | –                                              | –              | –             |
| 3   | The Movie: World Heroes' Mission | THE MOVIE ワールド ヒーローズ ミッション             | 6. Aug. 2021               | –                                              | –              | –             |
| 4   | The Movie: You're Next           | THE MOVIE ユア ネクスト                              | 2. Aug. 2024               | 29. Okt. 2024                                  | –              | –             |